# خورشیدگرفتگی ۹ ژوئیه ۱۹۲۶
خورشیدگرفتگی ۹ ژوئیه ۱۹۲۶ (به انگلیسی: Solar eclipse of July 9, 1926) یک خورشیدگرفتگی از نوع خورشیدگرفتگی حلقه‌ای است. این خورشیدگرفتگی در تاریخ ۹ ژوئیه ۱۹۲۶ میلادی (‎۱۷ تیر ۱۳۰۵ خورشیدی) روی داد که زمان اوج آن، ساعت ۲۳:۰۶:۰۲ به‌وقت ساعت هماهنگ جهانی بوده‌است. مدت زمان و طول این خورشیدگرفتگی ۳ دقیقه و ۵۱ ثانیه بود.